# حفريات الستومبيرج
 مجموعة ستورمبيرج هي واحدة من أربع مجموعات جيولوجية تضم مجموعة كارو سوبرجروب في جنوب أفريقيا. وهي المجموعة الجيولوجية العليا التي تمثل المرحلة النهائية من الترسيب المصان لحوض كارو. تعتبر مجموعة الصخور Stormberg Group الصخور تتراوح بين أدنى ترياسيك (أولينكيان) إلى أدنى جوراسيك (بلينسابيتش) في السن. وتستند هذه التقديرات إلى وسائل التأريخ الجيولوجي بما في ذلك الموقع الطبقي، والتمثيلي، والعلاقات التأريخ الطبقي البيولوجي، والتحليلات البيولوجيّة.

## خلفية
وقد حدث الترسيب الرسوبي لمجموعة ستورمبيرغ في بيئة أرضية قاحلة موسميا. وكانت بيئة الترسيب في الاجزاء السفلى من ستورمبيرغ مماثلة لبيئة تكوين كاتنبرغ. يتميز كلا المكانين بحجارة صنفرة محبب تفتقر إلى تسلسل التصاعد، مما يشير إلى مروحة طينية وبيئة نهرية مجزحة. وتتغير بيئة الترسيب باتجاه مركز ستورمبيرغ كلما أصبحت الاحجار الطينية أكثر شيوعا، مما يشير إلى حدوث تغيير في الرواسب الطفيرية - الطفيرية حيث ترسبت الرواسب في البيئات الطفيرية المنخفضة الطاقة. تعود صخور ستورمبيرج العلوية إلى كونها غنية بالأحجار الرملية. وتمثل هذه الأحجار الرملية حقول الكثبان الرملية التي ترسبها عمليات إيولايان في بيئة صحراوية.
كما أن مجموعة ستورمبيرج هي جزء من مجموعة كارو سوبرجروب التي ترصبها الصخور ترسبت في حوض قوس ارتجاعي. وقد أثر ارتفاع القشرة الأرضية الذي يتم التحكم فيه عن طريق الخطأ في الجنوب على نظام الأريلاند في بداية ترسيب ستورمبيرغ. وقد كان هذا الارتفاع القشري جاريا قبل ملايين السنين بسبب انغراز لوح باليو - المحيط الهادئ تحت لوح غوندوانان، مما أدى أيضا إلى إنشاء سلسلة جبال غوندوانيد. في هذا الوقت كانت حدود الصفيحة المتباعدة تشكل المحيط الأطلسي، جنوب غرب غندوانا، مما ينذر بمراحل أولى من تفكك القارة العظمى غوندوانان.
لا توجد أية محاصيل خارجية أو حالات تعرض لمجموعة ستورمبيرغ الشرقية التي تقع في 24 درجة مئوية. ويرجع ذلك إلى أن تحميل جبال غوندوانيد في الجنوب من قبل ترياسيك في وقت مبكر تسبب في إحداث تغييرات في موقع الجبهة والجبين في نظام حوض الفورلاند. وقد أدى ذلك إلى تحول مناطق الترسيب إلى المناطق الشرقية والشمالية الشرقية من حوض كارو من ولاية ترياسيك الأولى حتى ولاية جوراسيك المبكرة، عندما بدأت براكين مجموعة دراكينسبرغ.

## المدى الجغرافي
وتوجد محاصيل خارجية وتعرضات لمجموعة ستورمبيرغ في عدة مواقع في ليسوتو وفي مقاطعة الولاية الحرة، ومقاطعات كوازولو - ناتال، والرأس الشرقية في جنوب أفريقيا.

## التقسيم
وتتألف مجموعة ستورمبيرغ من ثلاثة تشكيلات جيولوجية رئيسية توجد في العديد من المناطق في جميع أنحاء ليسوتو وفي الولاية الحرة، ومقاطعات كوازولو - ناتال، والرأس الشرقية في جنوب أفريقيا. هذه التكوينات مدرجة أدناه (من الأقدم إلى الأصغر):
- تكوين مولتينو
- تشكيل إليوت
- تشكيل كلارنس

## علم الحفريات
تحتوي مجموعة ستورمبيرج على العديد من الأحافير. كما أنها مجموعة جيولوجية مهمة حيث أن صخور ستورمبيرغ هي الصخور الوحيدة في جنوب أفريقيا حيث تم اكتشاف أحافير الديناصورات. وفي الأقسام السفلية توجد أيضًا نباتات أحفورية متنوعة بالإضافة إلى طرق تتبع ديناصور محفوظة.

## علاقه مترابطه
ويترابط فريق ستورمبيرغ مع عدة مجموعات وتشكيلات جيولوجية في أجزاء أخرى من الجنوب الأفريقي. ومن بين الأمثلة حوض تولي في الأجزاء الشمالية من جنوب أفريقيا، وبوتسوانا، وزيمبابوي، والحجر الرملي لناميبيا في إيجو. وفي الخارج، ترتبط صخور مجموعة ستورمبيرغ بتكوين شينل لهضبة كولورادو بولاية يوتاه بالولايات المتحدة، وبتشكيلات سانتا ماريا، وكورتيستا وكاندلاريا من حوض بارانا المتصل بالترياسيك واوائل جوراسا جنوب شرقى البرازيل، وبالتسلسل الترياسيك لشمال غرب الأرجنتين; تشكيلات «شايناريس» و«لوس رواستوس» و«ايشيغولاستو» و«لوس كلوردوس» من حوض «ايشيغولاستو»-فيلا «يونيون» و«كيبرادا دل بارو» من «حوض مارايس-إل كاريزال» و«كيبرادا دي لوس فوسيلز» و«ريو سيكو دو لا كيبرادا»